# Изнасилование в Кагарлыке
Изнасилование в Кагарлыке — преступление, совершенное 23 мая 2020 года работниками полиции города Кагарлык Киевской области, повлекшее общественный резонанс .

## Ход событий
23 мая двое полицейских доставили в отделение полиции свидетеля кражи, местную жительницу 1994 года рождения.
В ночь на 24 мая оперуполномоченный в своем служебном кабинете применил к женщине пытки. Милиционер надевал ей на голову противогаз, применял кандалы и стрелял из табельного оружия над головой женщины, после чего несколько раз изнасиловал её . В участке она была избита и несколько раз изнасилована, на следующий день женщина обратилась в больницу в Кагарлыке.
Кроме этого, правоохранители применили физическую силу к мужу, который также находился в отделении. Угрожая ему изнасилованием, они ставили его на колени, били по голове резиновой дубинкой, надевали противогаз и стреляли из пистолета над головой. В результате потерпевшему сломали ребра и нос.

## Фигуранты
- Николай Кузив   — бывший начальник сектора криминальной полиции Кагарлыкского ОП Обуховского отдела, родился в 1985 году в Трускавце. Женат, двое сыновей.
- Сергей Сулима   — оперуполномоченный (1991 г.р.)[4]. Родился в селе Красная Слободка в Киевской области, женат.
- Пострадавшая: женщина 1994 года рождения

## Расследование
Начато уголовное производство по ст. 152 Уголовного кодекса Украины. 25 мая двое сотрудников отдела полиции были задержаны и помещены в СИЗО. Следователи ГБР предъявили им обвинения. Им инкриминируют статьи «Изнасилование», «Пытки» и «Превышение власти или служебных полномочий работником правоохранительного органа». ГБР требует ареста без возможности внесения залога.
Комитет ВРУ по вопросам правоохранительной деятельности планирует рассматривать дело в закрытом заседании, заявленной причиной была недопустимости разглашения сведений дела.
По состоянию на сентябрь 2021 года из пяти подозреваемых двое находились в предварительном заключении и трое под домашним арестом.

## Последствия
В Кагарлык были отправлены представители областного управления полиции во главе с помощником начальника ГУНП Дмитрием Литвиным, должен выполнять обязанности начальника местной полиции. Весь личный состав отдела полиции выведен за штат для дальнейшей аттестации каждого работника. В свою очередь, представители МВД исключили массовую переаттестацию полицейских после трагедии. Заместитель Авакова Антон Геращенко объяснил это тем, что «массовые переаттестации могут пропустить плохих людей вперед, а хороших — уволить по необъективным причинам».
Кроме того, Геращенко заявил, что отставка Авакова, как руководителя министерства, которое вызывает столько критики, «не обоснована».
Около 60 работников отделения были выведены за штат, что планировало набрать новых полицейских.